# Crampel
Pour les articles homonymes, voir Crampel (homonymie).
Crampel est un quartier de Toulouse qui tire son nom de l'avenue Crampel, nommée ainsi en 1894 à la demande de riverains. Elle rend hommage à l'explorateur Paul Crampel et s'appelait précédemment Chemin de la Pelade.

## Histoire
À l'origine, un fossé recevant les eaux du Canal du Midi avait été construit en aval du pont des Demoiselles, jusqu'à la Garonne. Il préfigura un itinéraire qui, par la suite (1825) fut adopté pour la ligne de l'octroi. Le contrôle nécessita un chemin de ronde; ce fut le premier état d'un boulevard. En 1890, dans une pétition, les habitants demandaient la plantation d'arbres. En 1894, le conseil municipal attribua au boulevard le nom de Crampel. En 1905, une voie ferrée fut construite le long de l'avenue Crampel. Elle servait au transport de ballast, en provenance d'Empalot, pour la construction de la ligne Toulouse-Revel. Le lundi 14 juillet 1952, éclatait un formidable incendie qui ravagea 6 villas et plusieurs établissements industriels, causés semble-t-il par une machine à vapeur passant sur la voie ferrée et qui aurait projeté sur des herbes sèches des scories incandescentes.